# Agallia corneola
Agallia corneola är en insektsart som beskrevs av Nielson och Carolina Godoy 1995. Agallia corneola ingår i släktet Agallia och familjen dvärgstritar. Inga underarter finns listade i Catalogue of Life.